# Wato Kuaté
Guilain Désiré Wato Kuaté, kurz Wato Kuaté (* 19. September 1995) ist ein kamerunisch-portugiesischer Fußballspieler.

## Karriere

### Verein
Kuaté zog mit seiner Familie sehr früh nach Portugal und begann seine Jugendkarriere bei dem Klub União Leiria. Durch seine guten Leistungen wurden Scouts von Manchester City auf ihn aufmerksam, sodass er 2011 nach England wechselte. 
Nach einer Spielzeit wurde er für eine Saison zu Strømsgodset IF nach Norwegen ausgeliehen. Nach seiner Rückkehr zu der U-18 von Manchester City, unterschrieb er dort einen Vertrag bis 2016. Durch verschiedene Unstimmigkeiten löste er seinen Vertrag jedoch auf.
In der Winterpause 2013/14 nahm Kuaté am Trainingslager vom türkischen Erstligisten Akhisar Belediyespor in Antalya teil. Nach einem einwöchigen Probetraining inklusive einigen Freundschaftsspielen, unterschrieb er am 20. Januar 2014 einen Vertrag bis zum Juni 2017. Sein Profidebüt gab er beim Auswärtsspiel am 9. März 2014 gegen Galatasaray Istanbul, als er in der 53. Spielminute für Sertan Vardar eingewechselt wurde. Bereits nach einem Jahr verließ er diesen Klub wieder.